# Alvine Kamaha
Alvine Kamaha est une physicienne camerounaise, professeure assistante de physique à l'Université de Californie à Los Angeles (UCLA). 
Ses recherches portent sur la physique des astroparticules, avec un accent particulier sur la détection de la matière noire. Elle est titulaire de la chaire Keith et Cecilia Terasaki en sciences physiques à l'UCLA.

## Biographie

### Formation et début de carrière
Alvine Kamaha a obtenu une licence et une maîtrise en physique théorique à l'Université de Douala au Cameroun,. Elle a ensuite poursuivi ses études avec une seconde maîtrise au Centre international de physique théorique Abdus Salam (ICTP) à Trieste, en Italie.
Un tournant majeur dans sa carrière a été son passage de la physique théorique à la physique expérimentale lors de son doctorat à l'Université Queen's au Canada. Ses travaux de doctorat ont porté sur la physique des astroparticules. 
Elle a ensuite effectué deux post-doctorats, le premier à l'Université Queen's et le second à l'Université d'Albany, dans l'État de New York.

### Contributions scientifiques
Durant son doctorat à l'Université Queen's, Alvine Kamaha a travaillé au SNOLAB de Sudbury, sous la direction de Gilles Gerbier, titulaire de la Chaire d'excellence en recherche du Canada. 
Ses recherches se concentrent sur la détection de la matière noire, notamment par la conception et la construction d'un nouvel appareil pour l'expérience New Experiments With Spheres (NEWS). Cette expérience visait à détecter les particules de matière noire par l'ionisation d'un gaz dans une sphère, générant un signal électrique analysé pour la détection potentielle de matière noire.
Alvine Kamaha est professeure assistante de physique à l'UCLA, où elle dirige le groupe de recherche ExCaliBUR (Experimental Detector Calibrations & Background Controls for Underground Particle Physics Research),.

### Reconnaissance et impact
En 2024, elle reçoit le prix Edward Bouchet (en) 2024 de l'American Physical Society pour ses contributions à la recherche sur la matière noire et son engagement en faveur de la diversité dans les sciences,,,.

## Publications
- A. Kamaha, "The Quest for Dark Matter With LUX-ZEPLIN," Annual Conference and General Assembly of the African Astronomical Society, (AfAS-2022), March 2022.
- Akerib, D. S.; et al. (2020).  "The LUX-ZEPLIN (LZ) radioactivity and cleanliness control programs".The European Physical Journal C. 80 (11).doi :10.1140/epjc/s10052-020-8420-x